# Garrotín
Il garrotín è una forma del cante flamenco, proveniente dal folclore asturiano.
È molto probabile che provenga dai gitani catalani, dato che scaturisce dal compás del tango. La canzone è accompagnata da un ballo e il suo periodo d'oro fu ai principi del XX secolo.
Le sue strofe sono formate da quattro versi ottonari, dove rimano il secondo e il quarto e ripetono, inframmezzato fra loro, un estribillo (ritornello). 